# ISO 3166-2:LA
ISO 3166-2:LA correspond aux données ISO 3166-2 publiées par l'Organisation internationale de normalisation pour les principales subdivisions du Laos.
Les 16 provinces – et la préfecture de la capitale Vientiane - sont identifiés par le code LA- suivi de deux lettres.
| Code  | Nom de la subdivision (lo) (LAO CNT 1965) | Variante     | Catégorie  |
| ----- | ----------------------------------------- | ------------ | ---------- |
| LA-VT | Viangchan                                 | Vientiane    | préfecture |
| LA-AT | Attapu                                    | Attapeu      | province   |
| LA-BK | Bokèo                                     | Bokeo        | province   |
| LA-BL | Bolikhamxai                               | Borikhamxay  | province   |
| LA-CH | Champasak                                 | Champasack   | province   |
| LA-HO | Houaphan                                  | Huaphanh     | province   |
| LA-KH | Khammouan                                 | Khammuane    | province   |
| LA-LM | Louang Namtha                             | Luangnamtha  | province   |
| LA-LP | Louangphabang                             | Luangprabang | province   |
| LA-OU | Oudômxai                                  | Oudomxay     | province   |
| LA-PH | Phôngsali                                 | Phongsaly    | province   |
| LA-SL | Salavan                                   | Saravane     | province   |
| LA-SV | Savannakhét                               | Savannakhet  | province   |
| LA-VI | Viangchan                                 | Vientiane    | province   |
| LA-XA | Xaignabouli                               | Xayabury     | province   |
| LA-XE | Xékong                                    | Sekong       | province   |
| LA-XI | Xiangkhouang                              | Xiengkhuang  | province   |